# Brygův malíř
Brygův malíř byl anonymní starověký řecký malíř červenofigurových váz pozdně archaického až raně klasického období. Působil v první třetině 5. století př. n. l., přibližně mezi lety 490–470 př. n. l. Moderní badatelé jej označují konvenčním jménem „Brygův malíř“ podle hrnčíře Bryga, jehož podpis se objevuje na keramice zdobené tímto umělcem.
Spolu s Makronem, Onesimem a Douridem patří k nejvýznamnějším malířům attických pohárů své doby. Je mu připisováno více než 200 váz, především kylixů.
Mezi jeho nejznámější díla patří malba kylixu zobrazující dobytí Tróje nebo výjevu bakchantky s leopardí kožešinou.
Charakteristické je pro něj zobrazování každodenních scén a lidí, např. atletů nebo symposií.